# 日本精神病理学会
日本精神病理学会（にほんせいしんびょうりがっかい、英: Japanese Society of Psychopathology ; JSP）は、精神病理学の進歩・発展・普及を図ることを目的として発足した学会である。
主な事業活動は学術講演会の開催及び機関誌の発行などである。

## 歴史
1964年に設立された「日本精神病理・精神療法学会」は、大学紛争、学会紛争の嵐の中で1969年大会を最後に潰えてしまった。その後しばらく沈黙が続いたが、精神病理学の研究の成果を公表し討論する機会を求めて富山県在住の精神科医が集まり、1978年に「精神病理懇話会・富山」を開いたのが現在の日本精神病理学会の源流である。その後規模が大きくなり、1988年に正式に「日本精神病理学会」が発足した。1994年には『臨床精神病理』が正式に学会機関誌となった。2004年にはより広い参加を求めて「日本精神病理・精神療法学会」へと名称変更が行われたが、2013年に精神病理学の意義と役割を強調する意味を込めて再度「日本精神病理学会」へと改称された。

## 機関誌
- 臨床精神病理（年3回発行）

## 会員数
- 681名（2013年8月31日現在）

## 歴代理事長
|      | 理事長   | 在任期間        |
| ---- | -------- | --------------- |
| 初代 | 木村敏   | 1992年 - 2001年 |
| 二代 | 松本雅彦 | 2002年 - 2004年 |
| 三代 | 村上靖彦 | 2004年 - 2010年 |
| 四代 | 中安信夫 | 2010年 -        |